# غيرت فيرهاين
غيرت فيرهاين مواليد 20 سبتمبر 1970 في هوخستراتن، بلجيكا، هو لاعب كرة قدم بلجيكي سابق كان يلعب كمهاجم. سبق له أن لعب في كأس العالم لكرة القدم مع منتخب بلاده. لعب خلال مسيرته 518 مباراة سجل خلالها 168 هدفاً.

## المسيرة الاحترافية

### أندية لعب لها
- ليرس
- نادي رويال أندرلخت
- نادي كلوب بروج

## وصلات خارجية
- الموقع الرسمي

## روابط خارجية
- غيرت فيرهاين على موقع الاتحاد الدولي (مؤرشف)  (الإنجليزية)
- غيرت فيرهاين على موقع الاتحاد الأوربي (الإنجليزية)
- غيرت فيرهاين على موقع الاتحاد البلجيكي (الإنجليزية)
- غيرت فيرهاين على موقع قاعدة بيانات كرة القدم.إي يو (الإنجليزية)
- غيرت فيرهاين على موقع ناشيونال فوتبول تيمز (الإنجليزية)
- غيرت فيرهاين على موقع عالم كرة القدم.نت (الإنجليزية)